# Чёрный Падун
Чёрный Падун — деревня в Юргинском районе Кемеровской области России. Входит в состав Арлюкского сельского поселения.

## География
Деревня находится в северо-западной части области, преимущественно на правом берегу реки Чёрный Падун, на расстоянии примерно 33 километров (по прямой) к югу от районного центра города Юрга. Абсолютная высота — 234 метра над уровнем моря.
Часовой пояс
Деревня Чёрный Падун, как и вся Кемеровская область, находится в часовой зоне МСК+4. Смещение применяемого времени относительно UTC составляет +7:00.

## История
Основан в 1912 году. По данным 1926 года имелось 51 хозяйство и проживало 222 человека (в основном — русские). В административном отношении населённый пункт входил в состав Глинковского сельсовета Юргинского района Томского округа Сибирского края.

## Население
| 2010 |
| ---- |
| 81   |

Половой состав
По данным Всероссийской переписи населения 2010 года в гендерной структуре населения мужчины составляли 50,6 %, женщины — соответственно 49,4 %.
Национальный состав
Согласно результатам переписи 2002 года, в национальной структуре населения русские составляли 92 % из 95 чел.

## Улицы
Уличная сеть деревни состоит из одной улицы (ул. Центральная).